# Cattedrale di Santa Maria Assunta (Ugento)
La cattedrale di Santa Maria Assunta è la chiesa principale di Ugento, in provincia di Lecce. È cattedrale della diocesi di Ugento-Santa Maria di Leuca.

## Storia
L'attuale cattedrale fu realizzata agli inizi del XVIII secolo sullo stesso sito in cui sorgeva l'antica chiesa gotica, distrutta dall'incursione saracena del 1537. Fu consacrata ed aperta al culto nel 1745.

## Architettura

### Esterno
La facciata, in stile neoclassico, fu edificata nel 1855 per volontà di Mons. Francesco Bruni. È dominata da un grande pronao, costituito da quattro colonne con capitelli ionici che sorreggono la trabeazione ed il timpano.

### Interno
L'interno è a navata unica con pianta a croce latina. Il presbiterio è adorno di un coro in legno d'ulivo di stile rococò, mentre l'altare maggiore e la balaustra, risalenti al 1740, sono in marmo policromo e riportano lo stemma di Arcangelo Maria Ciccarelli, vescovo di Ugento, che volle la loro realizzazione. Sull'abside è collocato un quadro raffigurante l'Assunzione di Maria con santi, realizzato nel 1944 dall'artista Corrado Mezzana. Nel 1976, l'area del presbiterio fu riadattata alle nuove esigenze liturgiche. 

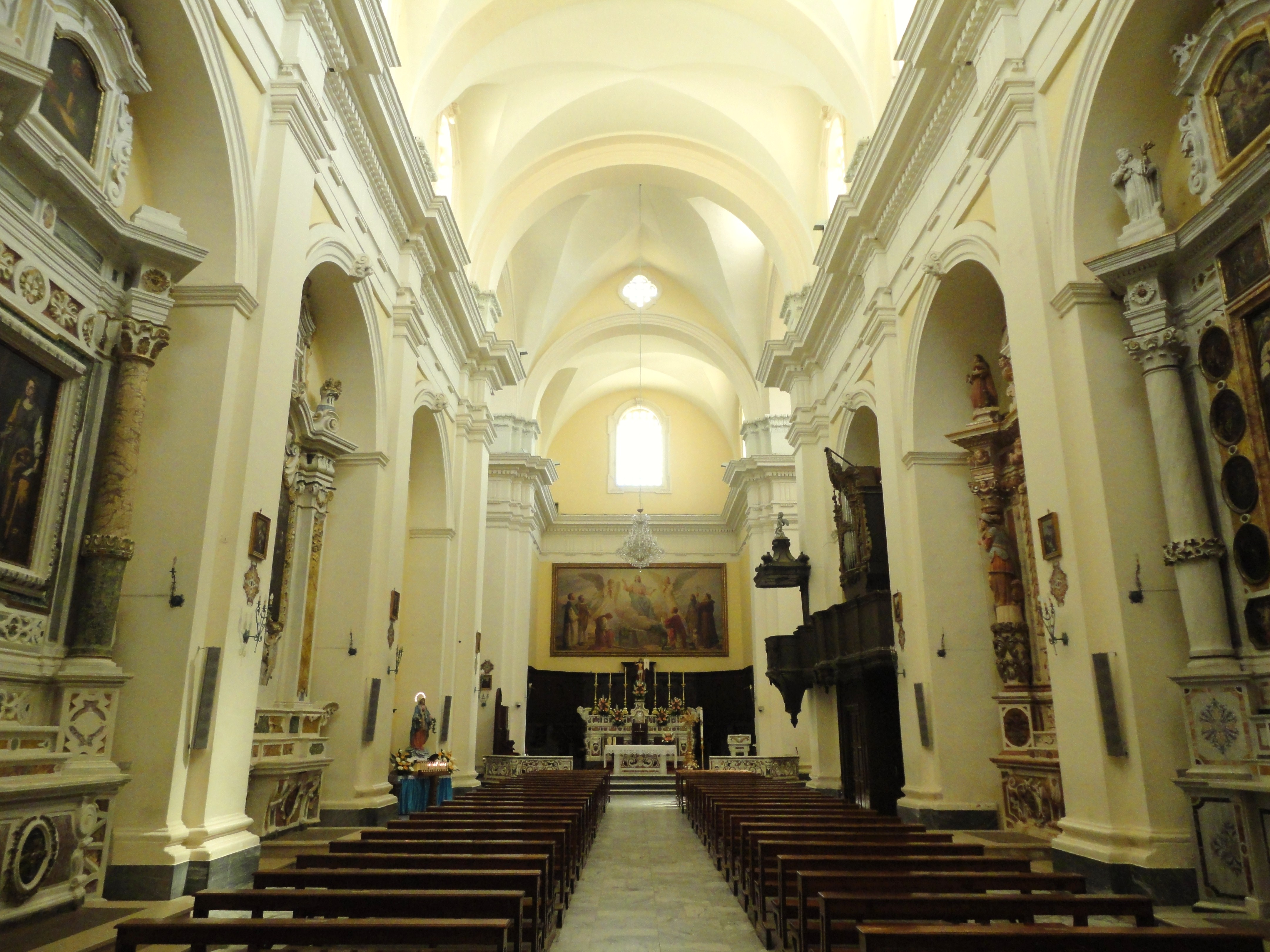
Interno

Numerosi sono gli altari che si susseguono sulle pareti laterali. Sul lato sinistro dell'ingresso, partendo dal braccio del transetto, si trovano gli altari dedicati rispettivamente a san Vincenzo levita e martire, patrono di Ugento (del 1832), alle Anime Purganti con tela della Madonna del Carmine del 1742, alla Vergine Assunta, ai santi Caterina de' Fieschi e Andrea apostolo, quest'ultimo con tela di Paolo Finoglio. La parete termina con il fonte battesimale in marmo policromo del 1740. Sul lato destro, partendo dall'altare maggiore, si susseguono la cappella del Santissimo Sacramento (1898) e gli altari dedicati all'Ultima Cena (del 1720 con tela di Oronzo Tiso), alla Madonna Desolata, alla Vergine del Rosario, che presenta un dipinto cinquecentesco proveniente dall'antica cattedrale e circondato da quindici piccoli dipinti raffiguranti i Misteri del Rosario, e a san Vito, eretto nel 1812.
Durante l'episcopato di mons. Angiuli, la cattedrale ha subito un profondo restauro che ha interessato i pavimenti, il coro ligneo, l'organo a canne e la sagrestia. Infine, negli anni 2018-19, è stata effettuato il restauro degli altari.
Nella cattedrale trovano riposo le spoglie di numerosi vescovi ugentini.